# Centuś
Centuś – żartobliwe i potoczne określenie mieszkańców dawnej Galicji (głównie krakowian), odnoszące się do ich rzekomego skąpstwa, używane jako docinek. Termin Centuś ma swoją genezę w czasach zaborów austriackich, kiedy to najniższą jednostką monetarną (w latach 1857–1892) był krajcar, w Galicji nazywany centem, a Kraków przeżywał okres zapaści gospodarczej i pauperyzacji.